# Andrea Morricone
Pour les articles homonymes, voir Morricone.
Andrea Morricone (né le 10 octobre 1964 à Rome) est un compositeur et chef d'orchestre italien connu notamment pour ses musiques de film.

## Biographie
Andrea Morricone est le fils du compositeur Ennio Morricone.
Il a composé, notamment, les musiques des films américains Capturing the Friedmans et Liberty Heights. En collaboration avec son père, il est à l'origine des musiques du film Cinema Paradiso pour lequel ils obtiennent en 1991 un prix BAFTA. Il est également l'auteur des musiques de nombreux autres films italiens.

## Filmographie

### Compositeur

#### Cinéma
- 1995 : L'uomo proiettile
- 1999 : Liberty Heights
- 1999 : Een vrouw van het noorden
- 2000 : L'ombra del gigante
- 2000 : Un été sur terre
- 2002 : Biuti quin Olivia
- 2002 : Due amici
- 2002 : Ciao America
- 2003 : Al cuore si comanda
- 2003 : Capturing the Friedmans
- 2005 : Ein schöner Tag
- 2005 : Veronika wa shinu koto ni shita
- 2005 : Raul - Diritto di uccidere
- 2006 : L'Enquête sacrée
- 2006 : Funny Money
- 2009 : Huxley on Huxley
- 2011 : L'industriale
- 2012 : The Novel
- 2012 : Die Brücke am Ibar

#### Télévision
- 1997 : Le Quatrième Roi (Il quarto re), téléfilm de Stefano Reali, avec son frère Ennio
- 1998 : Ultimo (série télévisée) (it)
- 1999 : Ultimo - La sfida (it)
- 2003 : Maria Goretti
- 2007 : Brando
- 2007 : Ultimo - L'infiltrato (it)
- 2010 : A Slum Symphony
- 2011 : La donna della domenica

### Participation à la bande originale
- 1989 : Cinema Paradiso
- 1992 : La Cité de la joie
- 1993 : Dans la ligne de mire
- 1994 : Harcèlement
- 1996 : Le syndrome de Stendhal
- 1997 : Lolita
- 1998 : La Légende du pianiste sur l'océan
- 1998 : Bulworth
- 2003 : Arena concerto: la musica per il cinema
- 2006 : Funny Money

### Reprises
- 1990 : Mort à Palerme
- 1994 : Une pure formalité
- 2002 : Máximo corazón
- 2004 : Jesús, el heredero
- 2006 : The Holiday
- 2011 : BBC Proms